# Prețul secant al genunii
Prețul secant al genunii este o colecție de povestiri științifico-fantastice ale scriitorului român Adrian Rogoz.  A apărut prima dată în 1974 la Editura Albatros, Fantastic Club.   Conține șase povestiri ale lui Adrian Rogoz.

## Cuprins
- „Oriana, eu și Gemmi 1, 2, 3...”, ficțiune scurtă de  Adrian Rogoz
- „Alambai sau arcanele artei”, ficțiune scurtă de Adrian Rogoz
- „Mai mult ca perfectul crimei”, ficțiune scurtă de Adrian Rogoz
- „Altarul zeilor stohastici”, ficțiune scurtă de Adrian Rogoz
- „Prețul secant al genunii”, ficțiune scurtă de Adrian Rogoz
- „Fuga în spațiu-timp”, ficțiune scurtă de Adrian Rogoz